# Gianni Lambertini Maldonado
Gianni Lambertini Maldonado es un ingeniero industrial y profesor chileno, quien fue Tesorero General de la República de Chile durante el periodo 2000-2007. Está casado y es padre de tres hijos.

## Biografía
Nacido en San Fernando (Chile), Chile. Estudió Ingeniería Civil Industrial en la Universidad de Chile.
Exprofesor de la Universidad de Chile en el Departamento de Ingeniería Industrial. 
En 1986 ingresa a trabajar al sector privado en el Banco del Desarrollo y posteriormente en el Banco de Chile. Realiza estas actividades hasta 1992.
Al sector público ingresa en 1992, desempeñándose como Subdirector de Evaluaciones en el Servicio de Impuestos Internos hasta el 1994, Luego asumiría como Subdirector de Recursos Humanos hasta el 2000.
En marzo del 2000 es nombrado Tesorero General de la República, cargo que ejerce hasta el 2007.
Es recordado por el “perdonazo” tributario más grande en la historia de Chile a los principales grupos empresariales del país, entre ellos Matte, Angelini, Piñera, Claro, etc.
Además, en su rol de Tesorero General de la República, fue pieza clave en la quiebra de los dos clubes más grandes e importantes del fútbol chileno (U. de Chile y Colo Colo) a través de la reinterpretación del DFL 1 de 1970, lo cual generó una deuda ficticia e impagable, "justificando" la quiebra y allanando el camino para la privatización de estos clubes y la implementación de la LEY de SADP, promovida inicialmente por Sebastián Piñera e impulsada en el Gobierno de Ricardo Lagos con el apoyo transversal de los partidos políticos de centro izquierda y de derecha. En resumen, Lambertini fue cómplice y tuvo un rol clave en la quiebra, despojo y privatización de los clubes del futbol chileno.  
En 2008 ingresa a trabajar al Ministerio de Hacienda como asesor en gestión de los servicios tributarios dependientes del Ministerio. Representó al Ministerio en los comités de selección de altos directivos públicos del sector Hacienda y tuvo a su cargo las negociaciones con las asociaciones de funcionarios de los servicios dependientes de la Cartera.
Representó al Ministro del ramo en el Consejo de Administración del Fondo de Desarrollo e Innovación FDI de la CORFO y posteriormente del FONTEC.
Fue miembro del Directorio del Comité Innova Chile, participó en el Directorio de Gobierno Electrónico de Chile, fue representante del Ministerio de Hacienda en el Consejo del Seguro Agrícola y presidente del directorio de COTRISA.
En 2008 funda una empresa corredora de propiedades, llamada LAMBERTINI & MALDONADO GESTIÓN INMOBILIARIA LTDA, la cual dirige con su primo Juan Pablo Maldonado, hasta el día de Hoy.